# Talisman Energy
Talisman Energy Inc. és una empresa mundial dedicada a l'exploració i producció de petroli i de gas natural. Té la seu central a Calgary, Alberta. Canadà. Va ser fundada el 1992 reanomenant la companyia BP Canada Ltd. Abans d'aquest reanomenament, British Petroleum (actualment, BP) va vendre la seva participació del 57% en la companyia al públic. El 16 de desembre de 2014 l'empresa Repsol va adquirir la totalitat d'aquesta empresa.

## Història

### Antecedents: 1925 - 1992
Els orígens de Talisman energy es troben en la Supertest Petroleum Corporation, la qual va ser fundada el 1923 amb seu central a London, Ontario.
El 1953, British Petroleum Company (BP) entrà en el mercat canadenc a través de la compra d'accions minoritàries de Triad Oil Company, amb seu a Calgary. La companyia holding canadenca de British Petroleum va ser reanomenada BP Canada l'any 1969; i el 1971, adquirí el 97,8% de les accions de Supertest.
Subseqüentment, Supertest va ser reanomenada a BP Canada Ltd. Petro-Canada, era en aquella època propietat del govern del Canadà.

### Talisman Energy: 1992 - actualitat
El 1992, British Petroleum va vendre el seu 57% de BP Canada Ltd al públic. BP Canadà més tard va ser reanomenada a Talisman Energy Inc. Després de la divisió de British Petroleum, Talisman Energy es va centrar en els seus grans holdings de gas natural a British Columbia, Canadà.
La seva filial Fortuna Petroleum, va esdevenir una de les primeres empreses petroleres a comerciar amb Cuba.
El juliol de 2012, Talisman Energy va vendre part dels seus interessos al Regne Unit per a centrar-se en la producció de gas de pissara a Amèrica del Nord i Sud-est d'Àsia.
A finals de 2014 Repsol adquirí la totalitat de Talisman Energy